# Wedderlegginge
Mit dem Begriff Wedderlegginge (Widerlegung, auch kumpanie oder die vera societas) wird eine mittelalterliche, im Hanseraum übliche Gesellschaftsform bezeichnet, die von hanseatischen Kaufleuten genutzt wurde, um ihre Handelspartnerschaften juristisch zu konstituieren.
Der Begriff leitet sich davon ab, dass ein Kapitalgeber einem Kapitalführer zu dessen Kapital eine Summe hinzufügte. Die Zusammenlegung von Kapital erfolgte in der Regel im Verhältnis 1:1 oder 1:2. Der Kapitalführer operierte dann mit dem Geld selbstständig und unter eigenem Namen. Er wurde häufig als Knappe oder Knecht bezeichnet, demgegenüber der Kapitalgeber als Herr. Der Gewinn bei einer solchen Gesellschaftsform wurde halbiert oder je nach Anteil ausbezahlt. Verluste wurden stets halbiert, auch bei Einlagen im Verhältnis 1:2.